# Trixomorpha
Trixomorpha – rodzaj muchówek z rodziny rączycowatych (Tachinidae).

## Wybrane gatunki
- T. indica Brauer & von Bergenstamm, 1889, 1889
- T. luteipennis Mesnil, 1950